# 하카마다 이와오

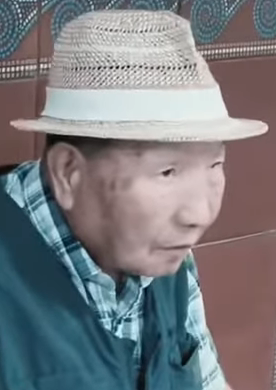

하카마타 이와오(일본어: 袴田巖, 1936년 3월 10일 ~ )는 일본의 전직 권투 선수로, 1966년에 시즈오카현 시미즈 시 (현 시즈오카시 시미즈구)에서 자신이 일하던 된장제조회사의 전무 일가족 4명을 살해하고 방화한 혐의로 기소돼 1980년 사형 확정판결을 받았다. 하카마다는 체포 직후 혐의를 인정했지만 이후 첫 재판부터는 폭행 등 경찰의 강압적인 심문 때문에 했던 자백이라며 무죄를 주장해왔다.
하카마타의 누나인 히데코(일본어: 秀子)는 법원에 동생의 무죄를 호소했다. 이에 1981년부터 1차 재심청구가 시작됐지만 대법원은 27년만인 2008년 3월 특별항고를 기각했다. 그러나 히데코는 다음 달인 2008년 4월 2차 청구를 신청한 끝에 이날 시즈오카 지법의 재심 결정을 이끌어 냈다. 재심청구 소송에서 당시 검찰이 범인의 옷에 묻었다고 주장했던 혈액 유전자와 하카마다의 것이 일치하지 않았고, 재판부는 수사기관에 의한 증거조작이 있었다고 지적했다. 2014년 3월 27일에 사형과 감옥의 집행 정지 및 재판의 재심이 결정되었다. 일본변호사연합회가 지원하는 재심 사건으로, 하카마타 사건(일본어: 袴田事件)이라고 불린다.

## 같이 보기
- 일본의 사형제